# Cregya oculata
Cregya oculata là một loài bọ cánh cứng trong họ Cleridae. Loài này được Say miêu tả khoa học đầu tiên năm 1835.